# Chadwick Boseman

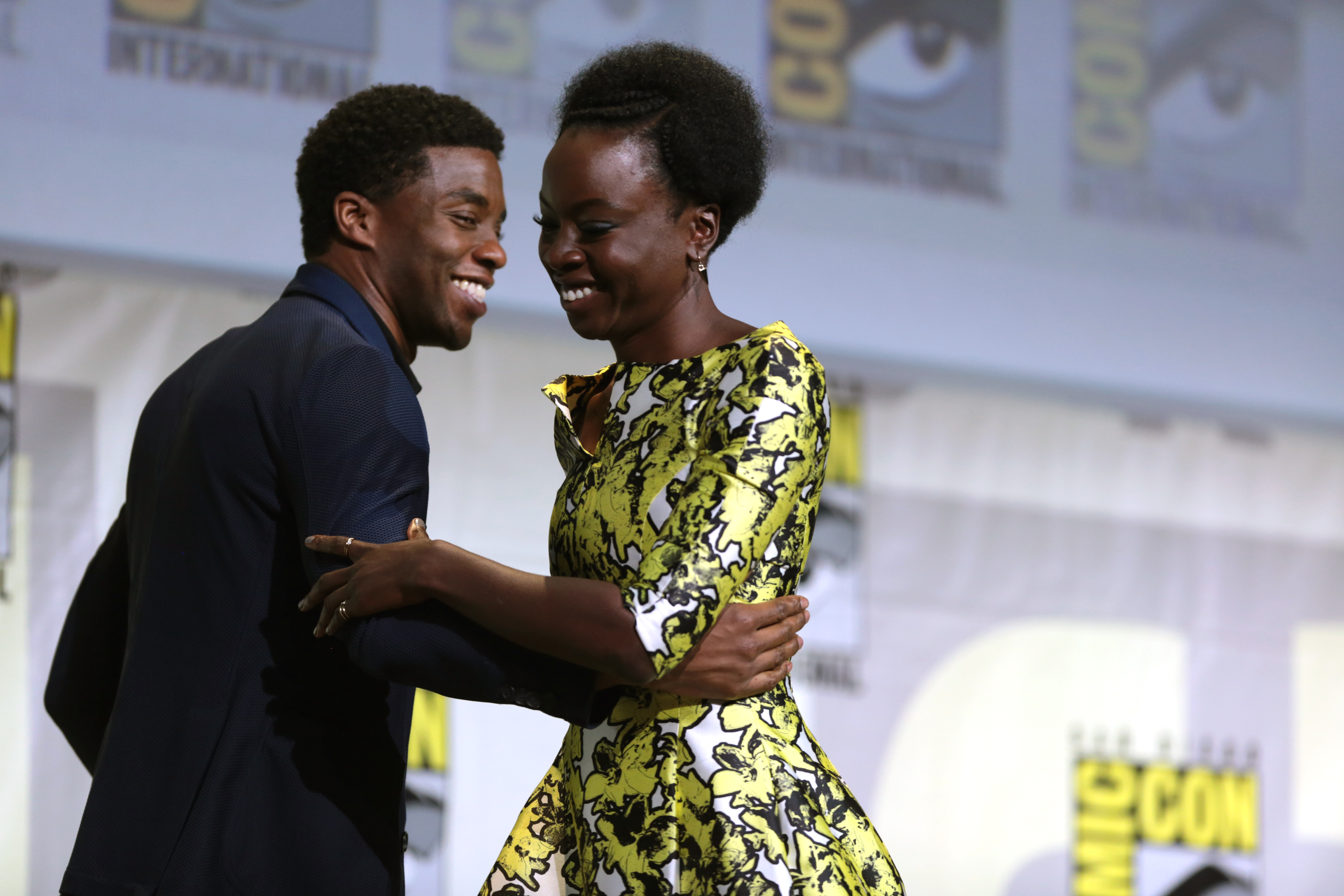
Chadwick Boseman i Danai Gurira (2016)

Chadwick Aaron „Chad” Boseman (ur. 29 listopada 1976 w Anderson, zm. 28 sierpnia 2020 w Los Angeles) – amerykański aktor i scenarzysta. Wystąpił w roli Jackiego Robinsona w biograficznym filmie sportowym Briana Helgelanda 42 – Prawdziwa historia amerykańskiej legendy (2013), Jamesa Browna w dramacie muzycznym Tate’a Taylora Get on Up: Historia Jamesa Browna (2014) i Thurgooda Marshalla w dramacie sądowym Marshall (2017). Grał także superbohatera Czarną Panterę w filmach Filmowego Uniwersum Marvela: Czarna Pantera (2018), za który otrzymał NAACP Image Awards i Nagrodę Gildii Aktorów Ekranowych, Kapitan Ameryka: Wojna bohaterów (2016), Avengers: Wojna bez granic (2018) i Avengers: Koniec gry (2019).

## Życiorys

### Wczesne lata
Urodził się w Anderson w Karolinie Południowej jako syn Carolyn z domu Mattress, pielęgniarki, i Leroya Bosemana, pracownika fabryki. Jego przodkowie pochodzili z ludu Limba zamieszkującego obszar Sierra Leone. Jako dziecko był sportowcem; był związany z Little League Baseball, jednak głównie grał w koszykówkę. W 1995 ukończył T.L. Hanna High School. W 2000 otrzymał dyplom ukończenia wydziału reżyserii na Howard University w Waszyngtonie, następnie kształcił się w British American Drama Academy. Przez kilka lat pracował jako instruktor aktorstwa w Schomburg Center for Research in Black Culture.

### Kariera
Występował na scenie w przedstawieniach takich jak Pełnia życia Williama Nicholsona, Romeo i Julia, Bootleg Blues, Zooman i Willy’s Cut and Shine. W 2002 zdobył nagrodę AUDELCO (Audience Development Committee) za rolę nastoletniego E.J. w sztuce Rona Milnera Urban Transitions: Loose Blossoms o problemach afroamerykańskiej rodziny skuszonej perspektywą szybkiego zarobku. Pracował także w ramach Hip Hop Theatre Festival, napisał scenariusze spektakli teatralnych – Hieroglyphic Graffiti, Deep Azure i Rhyme Deferred. Ponadto wyreżyserował szereg produkcji teatralnych na off-Broadwayu, a także film krótkometrażowy Blood Over a Broken Pawn (2008). Za przedstawienie Deep Azure wystawione w Congo Square Theatre Company w Chicago był nominowany do nagrody Joseph Jefferson Award.

W 2003 po raz pierwszy trafił przed kamery telewizyjne jako David Wafer w jednym z odcinków serialu NBC Brygada ratunkowa zatytułowanym In Lieu of Johnson, a także otrzymał rolę Reggiego Portera w operze mydlanej ABC Wszystkie moje dzieci. W serialu ABC Family Lincoln Heights (2008–2009) występował jako Nathaniel „Nate” Ray. W dramacie sportowym Ekspres – bohater futbolu (2008) z Robem Brownem i Dennisem Quaidem zagrał postać Floyda Little’a, byłego zawodnika futbolu amerykańskiego.

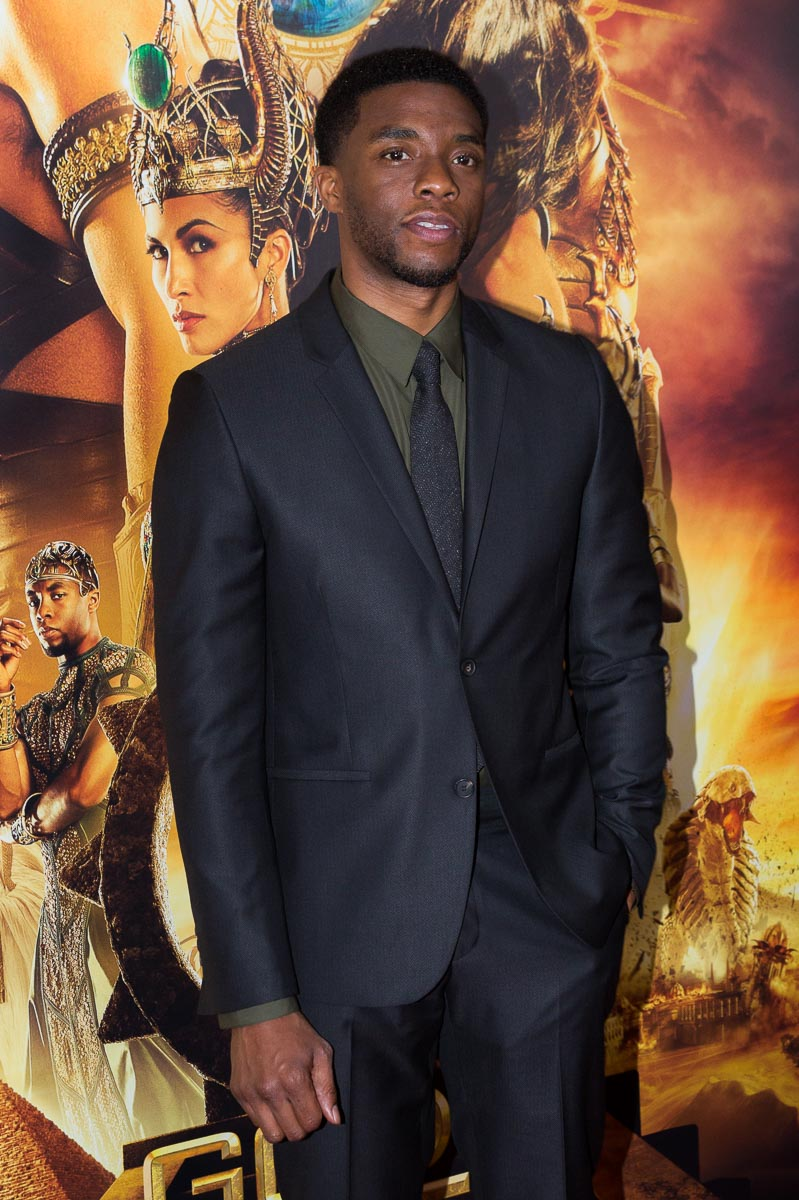
Chadwick Boseman na premierze filmu Bogowie Egiptu w Nowym Jorku (2016)

W trzynastoodcinkowej produkcji NBC Persons Unknown (2010) wcielił się w sierżanta Grahama McNaira. W dreszczowcu sensacyjnym The Kill Hole (2012) u boku Billy’ego Zane’a wystąpił w roli porucznika Samuela Drake’a, nawiedzonego weterana wojny w Iraku, pracującego na nocnej zmianie jako taksówkarz w Portland. W biograficznym filmie sportowym Briana Helgelanda 42 – Prawdziwa historia amerykańskiej legendy (2013) z udziałem Harrisona Forda zagrał Jackiego Robinsona, pierwszego czarnoskórego baseballistę, który występował w MLB. W dramacie sportowym Ivana Reitmana Ostatni gwizdek (2014) z Kevinem Costnerem i Jennifer Garner wystąpił jako Vontae Mack, czołowy kandydat w nadchodzącej klasie draftu National Football League, który wcześniej grał jako linebacker na Uniwersytecie Stanu Ohio. W biograficznym dramacie muzycznym Tate’a Taylora Get on Up: Historia Jamesa Browna (2014), wyprodukowanym m.in. przez Micka Jaggera, wcielił się w Jamesa Browna.
W 2014 wytwórnia filmowa Marvel Studios zakontraktowała go do roli Czarnej Pantery w filmach Kapitan Ameryka: Wojna bohaterów (2016), Czarna Pantera (2018), Avengers: Wojna bez granic (2018) i Avengers: Koniec gry (2019).
W 2021 za rolę w filmie Ma Rainey: Matka bluesa pośmiertnie wyróżniony Złotym Globem dla najlepszego aktora w filmie dramatycznym, a także nominowany do Oscara dla najlepszego aktora pierwszoplanowego. Rola ta przyniosła mu także nagrody dla najlepszego aktora przyznawane przez amerykańskie stowarzyszenia krytyków filmowych.

## Życie prywatne
W 2019 zaręczył się z piosenkarką Taylor Simone Ledward, z którą później zawarł związek małżeński. Zmarł 28 sierpnia 2020 w Los Angeles w wieku 43 lat. Przyczyną śmierci był nowotwór okrężnicy, z którym zmagał się od 2016.

## Filmografia

### Jako aktor
| Filmy |                                    |                                               |                                      |                                                                              |                             |
| Rok   | Tytuł oryginalny                   | Tytuł polski                                  | Rola                                 | Uwagi                                                                        | Źródła                      |
| 2008  | The Express: The Ernie Davis Story | Ekspres – bohater futbolu                     | Floyd Little                         | debiut kinowy                                                                | [ 21 ] [ 22 ]               |
| 2012  | The Kill Hole                      | –                                             | porucznik Samuel Drake               |                                                                              | [ 21 ] [ 23 ] [ 24 ]        |
| 2013  | 42                                 | 42 – Prawdziwa historia amerykańskiej legendy | Jackie Robinson                      |                                                                              | [ 21 ] [ 22 ] [ 23 ]        |
| 2014  | Draft Day                          | Ostatni gwizdek                               | Vontae Mack                          |                                                                              | [ 21 ] [ 23 ] [ 25 ]        |
| 2014  | Get On Up                          | Get on Up: Historia Jamesa Browna             | James Brown                          |                                                                              | [ 21 ] [ 22 ] [ 23 ]        |
| 2016  | Gods of Egypt                      | Bogowie Egiptu                                | Thoth                                |                                                                              | [ 21 ] [ 22 ] [ 23 ] [ 26 ] |
| 2016  | Captain America: Civil War         | Kapitan Ameryka: Wojna bohaterów              | T’Challa / Czarna Pantera            |                                                                              | [ 21 ] [ 23 ] [ 27 ]        |
| 2016  | Message from the King              | –                                             | Jacob King                           | także producent wykonawczy                                                   | [ 21 ] [ 23 ] [ 28 ]        |
| 2017  | Marshall                           | –                                             | Thurgood Marshall                    | także koproducent                                                            | [ 21 ] [ 23 ] [ 29 ]        |
| 2018  | Black Panther                      | Czarna Pantera                                | T’Challa / Czarna Pantera            |                                                                              | [ 21 ] [ 23 ] [ 30 ] [ 31 ] |
| 2018  | Avengers: Infinity War             | Avengers: Wojna bez granic                    | T’Challa / Czarna Pantera            |                                                                              | [ 21 ] [ 23 ] [ 32 ]        |
| 2019  | Avengers: Endgame                  | Avengers: Koniec gry                          | T’Challa / Czarna Pantera            |                                                                              | [ 21 ] [ 23 ] [ 33 ]        |
| 2019  | 21 Bridges                         | 21 mostów                                     | Andre Davis                          | także producent                                                              | [ 21 ] [ 23 ] [ 34 ]        |
| 2020  | Da 5 Bloods                        | Pięciu braci                                  | Norman Earl „Stormin’ Norm” Holloway |                                                                              | [ 21 ] [ 23 ] [ 35 ]        |
| 2020  | Ma Rainey’s Black Bottom           | Ma Rainey: Matka bluesa                       | Levee Green                          | film wydany po śmierci aktora                                                | [ 21 ] [ 23 ] [ 36 ]        |
| 2022  | Black Panther: Wakanda Forever     | Czarna Pantera: Wakanda w moim sercu          | T’Challa / Czarna Pantera            | materiały archiwalne; film wydany po śmierci aktora, dedykowany jego pamięci | [ 21 ] [ 23 ] [ 37 ]        |

| Produkcje telewizyjne |                     |                                      |                                                       |                                     |                             |
| Rok                   | Tytuł oryginalny    | Tytuł polski                         | Rola                                                  | Uwagi                               | Źródła                      |
| 2003                  | All My Children     | Wszystkie moje dzieci                | Reggie Porter                                         |                                     | [ 21 ] [ 38 ]               |
| 2003                  | Third Watch         | Brygada ratunkowa                    | David Wafer                                           | odcinek: „In Lieu of Johnson”       | [ 21 ] [ 39 ]               |
| 2004                  | Law & Order         | Prawo i porządek                     | Foster Keyes                                          | odcinek: „Can I Get a Witness?”     | [ 21 ] [ 23 ] [ 39 ]        |
| 2006                  | CSI: NY             | CSI: Kryminalne zagadki Nowego Jorku | Rondo                                                 | odcinek: „Heroes”                   | [ 21 ] [ 23 ] [ 40 ]        |
| 2008                  | ER                  | Ostry dyżur                          | Derek Taylor                                          | odcinek: „Oh, Brother”              | [ 21 ] [ 39 ]               |
| 2008                  | Cold Case           | Dowody zbrodni                       | Dexter Collins                                        | odcinek: „Street Money”             | [ 21 ] [ 23 ] [ 39 ]        |
| 2008–2009             | Lincoln Heights     | –                                    | Nathaniel „Nate” Ray                                  | 9 odcinków                          | [ 21 ] [ 23 ] [ 41 ]        |
| 2009                  | Lie to Me           | Magia kłamstwa                       | Cabe McNeil                                           | odcinek: „Truth or Consequences”    | [ 21 ] [ 23 ] [ 42 ]        |
| 2010                  | Persons Unknown     | –                                    | sierżant Graham McNair                                | rola główna, 13 odcinków            | [ 21 ] [ 23 ] [ 40 ]        |
| 2010                  | The Glades          | Zbrodnie Palm Glade                  | Michael Richmond                                      | odcinek: „Honey”                    | [ 21 ] [ 43 ]               |
| 2011                  | Castle              | –                                    | Chuck Russell                                         | odcinek: „Poof, You’re Dead”        | [ 21 ] [ 23 ] [ 40 ]        |
| 2011                  | Detroit 1-8-7       | –                                    | Tommy Westin                                          | odcinek: „Beaten/Cover Letter”      | [ 21 ] [ 23 ] [ 44 ]        |
| 2011                  | Justified           | Justified: Bez przebaczenia          | Ralph Beeman                                          | odcinek: „For Blood or Money”       | [ 21 ] [ 23 ] [ 40 ]        |
| 2011                  | Fringe              | Fringe: Na granicy światów           | Mark Little / Cameron James                           | odcinek: „Subject 9”                | [ 21 ] [ 45 ]               |
| 2018                  | Saturday Night Live | –                                    | (w roli samego siebie) (gospodarz)                    | odcinek: „Chadwick Boseman/Cardi B” | [ 21 ] [ 23 ] [ 46 ]        |
| 2021                  | What If...?         | A gdyby…?                            | Star Lord T’Challa / T’Challa / Czarna Pantera (głos) | 4 odcinki, wydane po śmierci aktora | [ 21 ] [ 47 ] [ 48 ] [ 49 ] |

### Jako reżyser
| Filmy |                          |              |                      |               |
| Rok   | Tytuł oryginalny         | Tytuł polski | Uwagi                | Źródła        |
| 2008  | Blood Over a Broken Pawn | –            | film krótkometrażowy | [ 21 ]        |
| 2013  | Heaven                   | –            | film krótkometrażowy | [ 21 ] [ 50 ] |